# Spathodus
Genre
Le genre Spathodus regroupe plusieurs espèces de poissons de la famille des Cichlidae. Toutes sont endémiques du lac Tanganyika.

## Liste des espèces
Selon FishBase (29 octobre 2017), World Register of Marine Species (29 octobre 2017) et ITIS (29 octobre 2017) :
- Spathodus erythrodon Boulenger, 1900
- Spathodus marlieri Poll, 1950